# Henrique VI do Luxemburgo

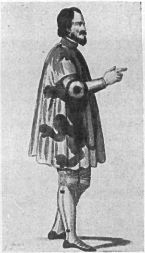
Henrique VI do Luxemburgo

Henrique VI (1240 – 5 de Junho de 1288) foi conde do Luxemburgo e  de Arlon desde a morte do seu pai, Henrique V em 1281, até à sua própria morte, sete anos depois. Foi sucedido por Henrique VII.
Henrique era filho de Henrique V e de Margarida de Bar, cujo pai fez parte da Cruzada de Luís IX de França, até Tunes.
Henrique casou-se com Beatriz de Avesnes (morre em 1321, filha de Balduíno de Avesnes e neta de Bouchard IV de Avesnes) por volta de 1360, e tiveram três filhos:
- Balduíno, mais tarde Arcebispo-Eleitor de Trier;
- Henrique, que se tornou rei da Germânia em 1308, e Sacro Imperador (como Henrique VII) em 1309, sendo coroado em 1312 pelo Papa Clemente V;
- Walram, que falece em 1311, em Brescia.